# Логинов Володимир Федорович
Володимир Федорович Логинов (20 червня 1897, село Карповці Чернігівської губернії, тепер Почепського району Брянської області, Російська Федерація — розстріляний 9 березня 1937, Москва) — радянський партійний діяч, відповідальний секретар Одеського і Харківського губернських комітетів КП(б)У. Член ЦК КП(б)У в квітні 1923 — травні 1924 р. Член ВУЦВК.

## Біографія
Народився в родині дрібного службовця. Закінчив гімназію. У революційному русі з 1915 року. У 1916 році навчався у Київському університеті Святого Володимира, вів революційну роботу.
Член РСДРП(б) з березня 1917 року. Партійний псевдонім — Павло.
Після Лютневої революції 1917 року — секретар Подільського районного комітету РСДРП(б) міста Києва, член Київського комітету РСДРП(б). У січні — квітні 1918 року — член Президії виконавчого комітету Київської Ради робітничих депутатів.
У 1918 році був уповноваженим Організаційного бюро з скликання Першого з'їзду КП(б)У. У 1918 році — голова Харківського підпільного губернського революційного комітету. У 1919 році — секретар Харківського губернського комітету КП(б)У, член Одеського підпільного губернського комітету КП(б)У. З квітня 1919 — член Одеського губернського комітету КП(б)У, у липні — серпні 1919 року — завідувач відділу народної освіти Одеської губернії. У серпні 1919 — лютому 1920 року — член керівної п'ятірки і завідувач військового відділу Одеського підпільного комітету КП(б)У.
У лютому 1920 року — голова Одеського губернського революційного комітету. 12 лютого — липень 1920 року — секретар Одеського губернського комітету КП(б)У, член Одеського губернського революційного комітету.
У 1920—1921 роках — відповідальний секретар районного комітету КП(б)У міста Києва. У 1921—1923 роках — завідувач організаційного відділу Київського губернського комітету КП(б)У.
У 1923 році — (2-й) відповідальний секретар Київського губернського комітету КП(б)У.
У 1923—1924 роках — завідувач організаційно-інструкторського відділу Кубансько-Чорноморського обласного комітету РКП(б), троцькіст.
У 1924—1926 роках — начальник Головполітпросвіти Народного комісаріату освіти Української СРР — член колегії Народного комісаріату освіти Української СРР.
У 1926 році — інструктор організаційного відділу ЦК КП(б)У. У 1926 році був членом Всеукраїнського троцькістського центру.
З листопада 1926 року — товариш (заступник) керуючого Всеукраїнської контори Державного банку СРСР.
У 1927—1928 роках — завідувач планово-економічного управління тресту Хімвугілля у місті Харкові. У 1928—1930 роках — голова правління, заступник голови правління тресту «Коксобензол».
У 1931 — липні 1936 року — заступник голови правління Всесоюзного об'єднання «Союзкокс», заступник керуючого і керуючий Всесоюзного об'єднання (тресту) «Кокс» Народного комісаріату важкої промисловості СРСР.
29 липня 1936 року був заарештований, засуджений до смерті та страчений.

## Нагороди
- орден Леніна (23.03.1935)